# Майрон, Мелани
Мелани Майрон (англ. Melanie Mayron, род. 20 октября 1952) — американская актриса, режиссёр, сценарист и продюсер, лауреат премии «Эмми» и номинант на BAFTA.

## Биография
Майрон родилась в Филадельфии, штат Пенсильвания в русско-еврейской семье, а обучалась в Американской академии драматического искусства.
Как актриса Майрон наиболее известна по своей роли в популярном телесериале восьмидесятых «Тридцать-с-чем-то», за которую она получила премию «Эмми». За роль в фильме «Подружки» 1978 года она была номинирована на премию BAFTA. В 1990 году она дебютировала как режиссёр и в последующие годы сняла более тридцати фильмов и сериалов.

## Личная жизнь
Состояла в длительных отношениях с режиссёром и сценаристкой Синтией Морт, с которой воспитывала двоих детей.

## Фильмография

### Режиссёр
- 1990 — Тридцать-с-чем-то/thirtysomething
- 1993 — Сирены/Sirens
- 1993 — Трибека/Tribeca
- 1993 — Луна над Майами/Moon Over Miami
- 1995 — Чумовая пятница/Freaky Friday
- 1995 — Клуб нянек/The Baby-Sitters Club
- 1997 — Зубная фея/Toothless
- 1996—1998 — Детектив Нэш Бриджес/Nash Bridges
- 1995—1998 — Полицейские под прикрытием/New York Undercover
- 1998 — Шоу Ларри Санденса/The Larry Sanders Show
- 1999 — Пустошь/Wasteland
- 1999 — Бухта Доусона/Dawson’s Creek
- 2000 — Провиденс/Providence
- 2001 — Состояние исступления/State of Grace
- 2001 — Эд/Ed
- 2002 — Шлёпни её, она француженка/Slap Her… She’s French
- 1998—2002 — Арлисс/Arliss
- 2004 — Неидеальное убийство/Zeyda and the Hitman
- 2005 — Школьные секреты/Campus Confidential
- 2006 — На перерыве/Beyond the Break
- 2007 — Скажи мне, что любишь меня/Tell Me You Love Me
- 2008 — Лечение/In Treatment
- 2007—2008 — Голые братья/The Naked Brothers Band
- 2008 — Помадные джунгли/Lipstick Jungle
- 2008—2009 — 90210: Новое поколение/90210
- 2008—2009 — Университет/Greek
- 2010 — 10 причин моей ненависти/10 Things I Hate About You
- 2009—2010 — До смерти красива/Drop Dead Diva
- 2011 — Дрянные девчонки 2/Mean Girls 2
- 2012 — В стиле Джейн/Jane by Design
- 2012 — Милые обманщицы/Pretty Little Liars
- 2010—2012 — Армейские жёны/Army Wives
- 2012 — Маленькие женщины, большие автомобили/Little Women, Big Cars
- 2013 — Playdate

### Актриса
- 1974 — Гарри и Тонто/Harry and Tonto
- 1975—1976 — Рода/Rhoda
- 1976 — Автомойка/Car Wash
- 1977 — Ты осветила жизнь мою/You Light Up My Life
- 1977 — Последний из ковбоев/The Last of the Cowboys
- 1978 — Подружки/Girlfriends
- 1982 — Пропавший без вести/Missing
- 1987—1991 — Тридцать-с-чем-то/thirtysomething
- 1990 — Мои голубые небеса/My blue heaven
- 1994 — Зона высадки/Drop Zone
- 1997 — Зубная фея/Toothless
- 2002 — Останавливающие время/Clockstoppers
- 2007 — Лесбийский комитет/Itty Bitty Titty Committee
- 2012 — Милые обманщицы / Pretty Little Liars — Лорел Такман